# 八代通停留場
八代通停留場（やしろどおりていりゅうじょう）は、高知県吾川郡いの町枝川にあるとさでん交通伊野線の路面電車停留場。

## 歴史
八代通停留場は1908年（明治41年）、伊野線の咥内停留場から枝川停留場が開通し路線が全通したのに合わせて開設された。現用の停留場は西へ移動されたものであり、それまで停留場があった場所は客の乗降を扱わない八代信号所となった。信号所はその後、2014年（平成26年）に当停留場の西隣にある中山停留場との間へ移設されている。

### 年表
- 1908年（明治41年）2月20日：土佐電気鉄道の停留場として開業[1][4]。
- 時期不詳：乗降場を西へ移動、移動前の場所は八代行違い停留場（通称:八代信号所）となる[2]。
- 2014年（平成26年）10月1日：土佐電気鉄道が土佐電ドリームサービス・高知県交通と経営統合し、とさでん交通が発足[5]。とさでん交通の停留場となる。
- 2017年（平成29年）12月21日：天神ヶ谷川の河川改修工事に伴い、10 m北側に停留場を移設[6]。

## 構造

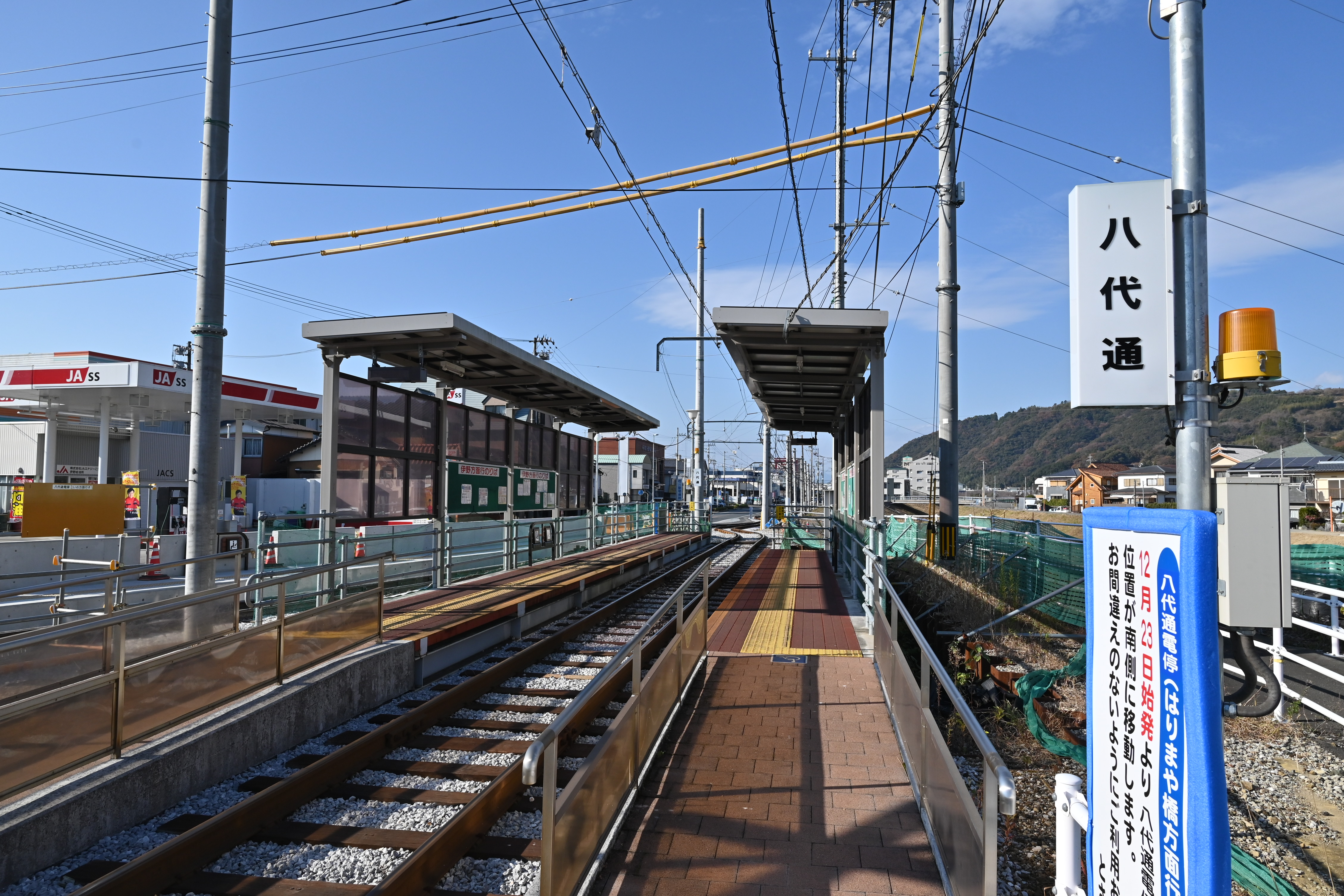
仮設停留所時代（2021年12月）

乗り場は2面あり、東西方向に伸びる単線の軌道を挟み込むように向かい合って配される（相対式）。軌道の北側にはりまや橋方面行きのホーム、南に伊野方面行きのホームがある。

## 周辺
新興住宅地が広がる。東で伊野線の軌道と国道33号の高知西バイパスが交差し、国道は旧道とも合流している。
- いの町役場枝川出張所
- いの町立枝川小学校
- 枝川郵便局
- 高知信用金庫伊野支店
- 高知県農業協同組合（JA高知県）枝川出張所
- 国道33号（高知西バイパス、現道）
- 宇治川

## 路線バス
「八代通」バス停留所があり、以下の路線が乗り入れる。
| 乗場  | 系統                         | 主要経由地             | 行先                 | 運行会社     | 備考 |
| ----- | ---------------------------- | ---------------------- | -------------------- | ------------ | ---- |
|       | G2                           | 朝倉駅前、北はりまや橋 | 高知駅               | 県交北部交通 |      |
| Z1-G2 | 八代、北はりまや橋           | 高知駅                 |                      | 県交北部交通 |      |
|       | Z1                           |                        | すこやかセンター伊野 | 県交北部交通 |      |
| Z2,Z5 | すこやかセンター伊野、伊野駅 | 狩山口                 |                      | 県交北部交通 |      |
| Z3    | すこやかセンター伊野、伊野駅 | 土居                   |                      | 県交北部交通 |      |
| Z4    | すこやかセンター伊野、伊野駅 | 長沢                   |                      | 県交北部交通 |      |

## 隣の停留場
とさでん交通
伊野線
宇治団地前停留場 - 八代通停留場 - （八代信号所） - 中山停留場